# 탈린 노면전차

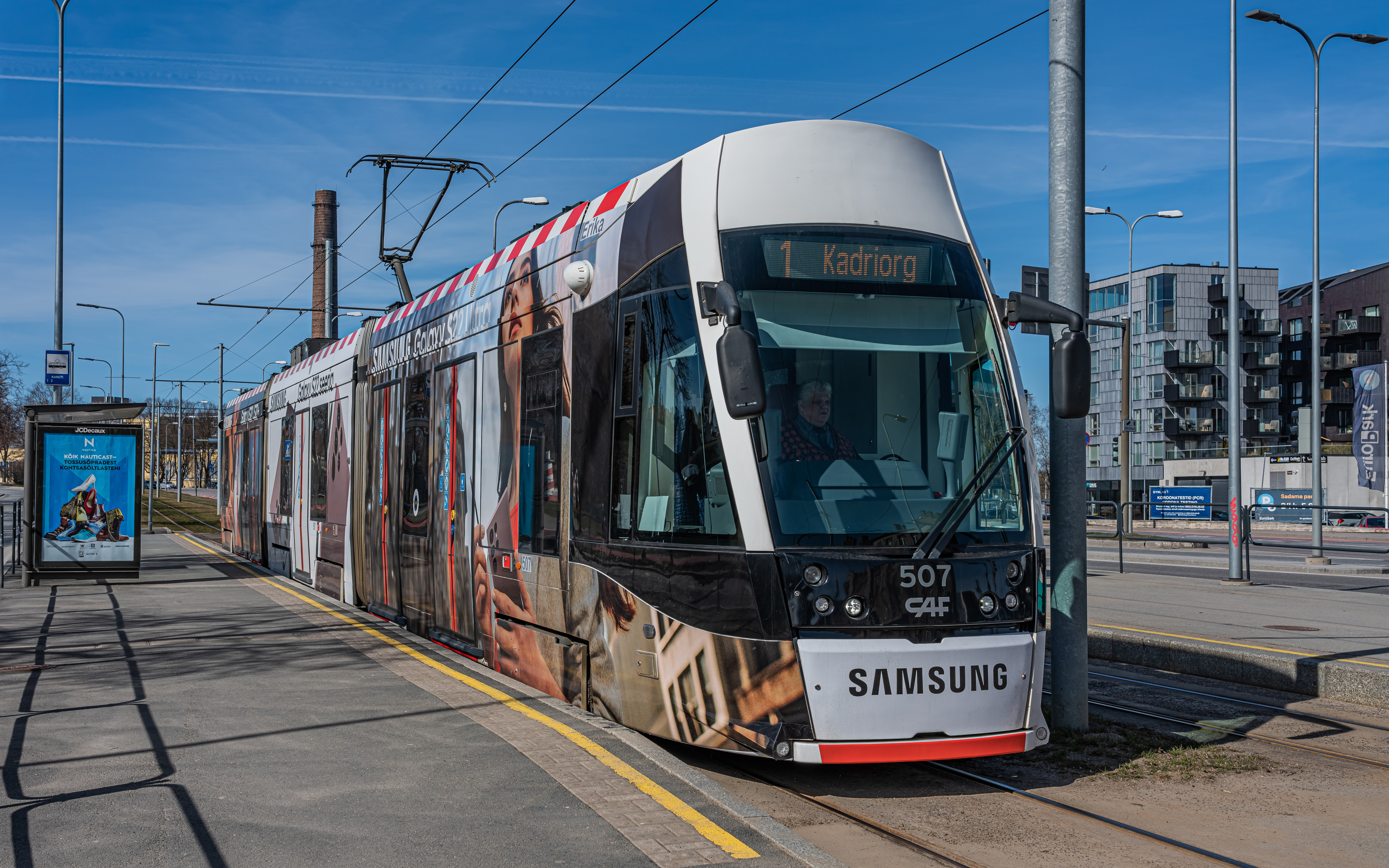
탈린 노면전차

탈린 노면전차(에스토니아어: Tallinna trammiliiklus)는 에스토니아 탈린에서 운영되는 노면전차 시스템이다. 에스토니아의 유일한 노면전차다. 총 길이가 19.7km (12.2마일)인 5개 노선으로 되어 있으며, 4개 노선의 탈린 트롤리버스와 함께 탈린 교통의 중추적 역할을 하고 있다.